# Pueblos indígenas del Uruguay

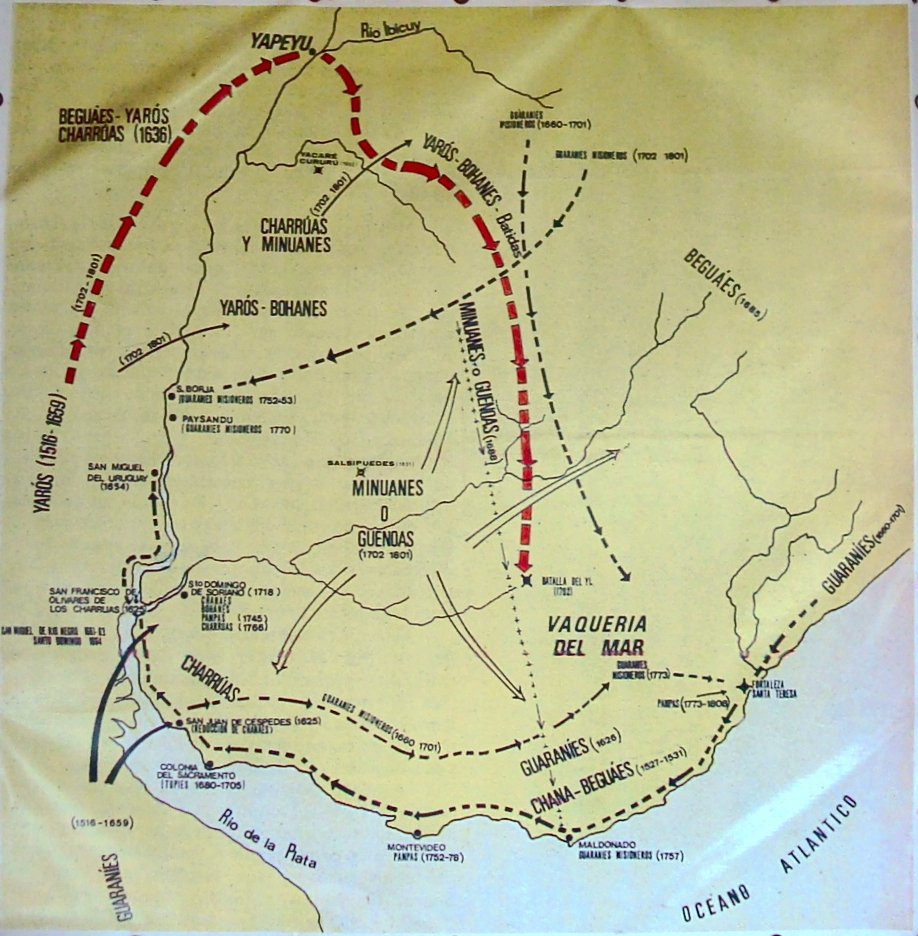
El grpo indígena más importante del Uruguay fue el charrúa, pueblo compuesto por varias etnias.

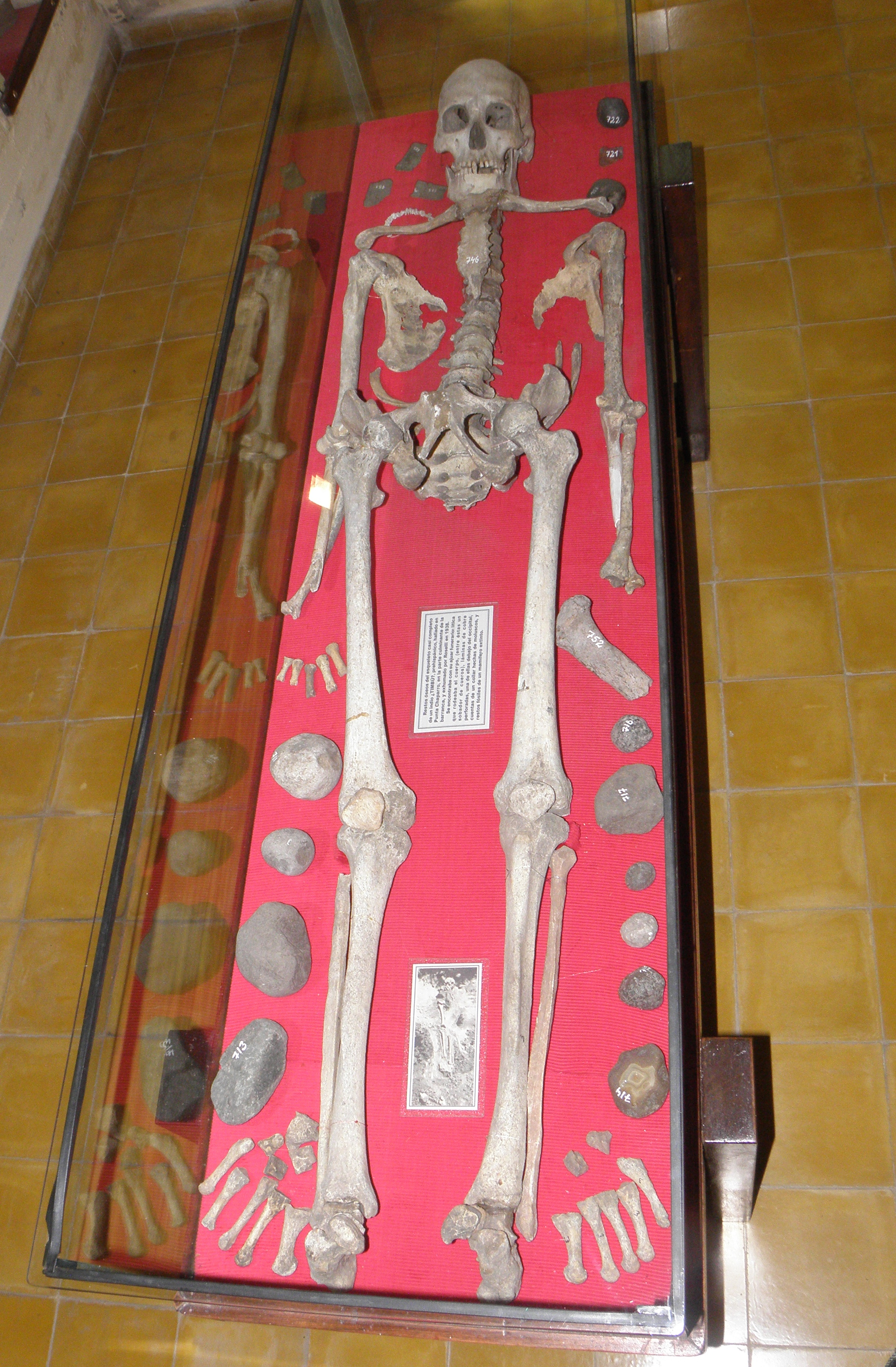
Esqueleto de un aborigen, posiblemente de la etnia timbú, expuesto en el museo municipal profesor Lucas Roselli, de la ciudad de Nueva Palmira, departamento de Colonia, Uruguay.

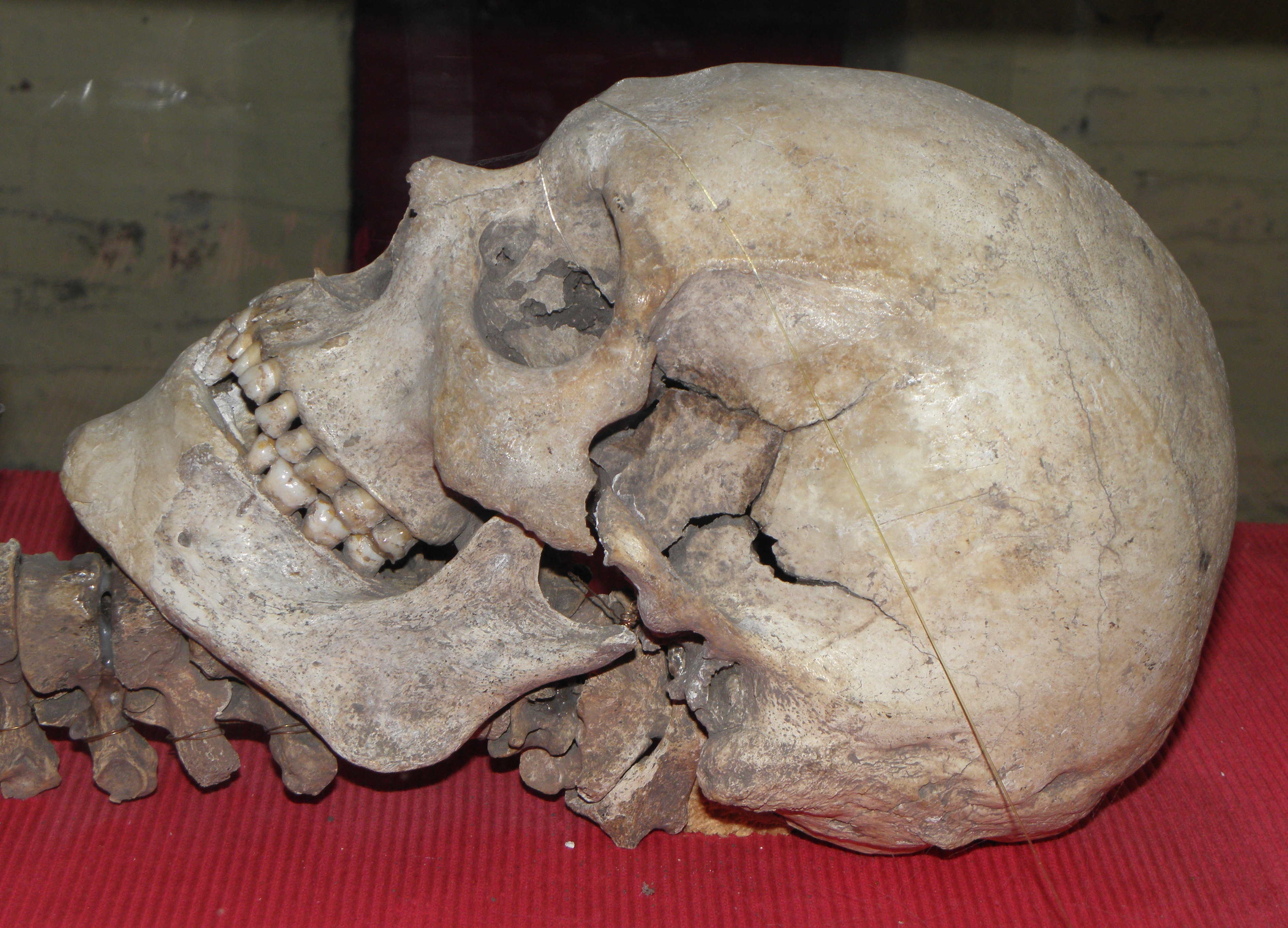
Cráneo de un aborigen, posiblemente de la etnia timbú, expuesto en el museo municipal profesor Lucas Roselli, de la ciudad de Nueva Palmira, departamento de Colonia, Uruguay.

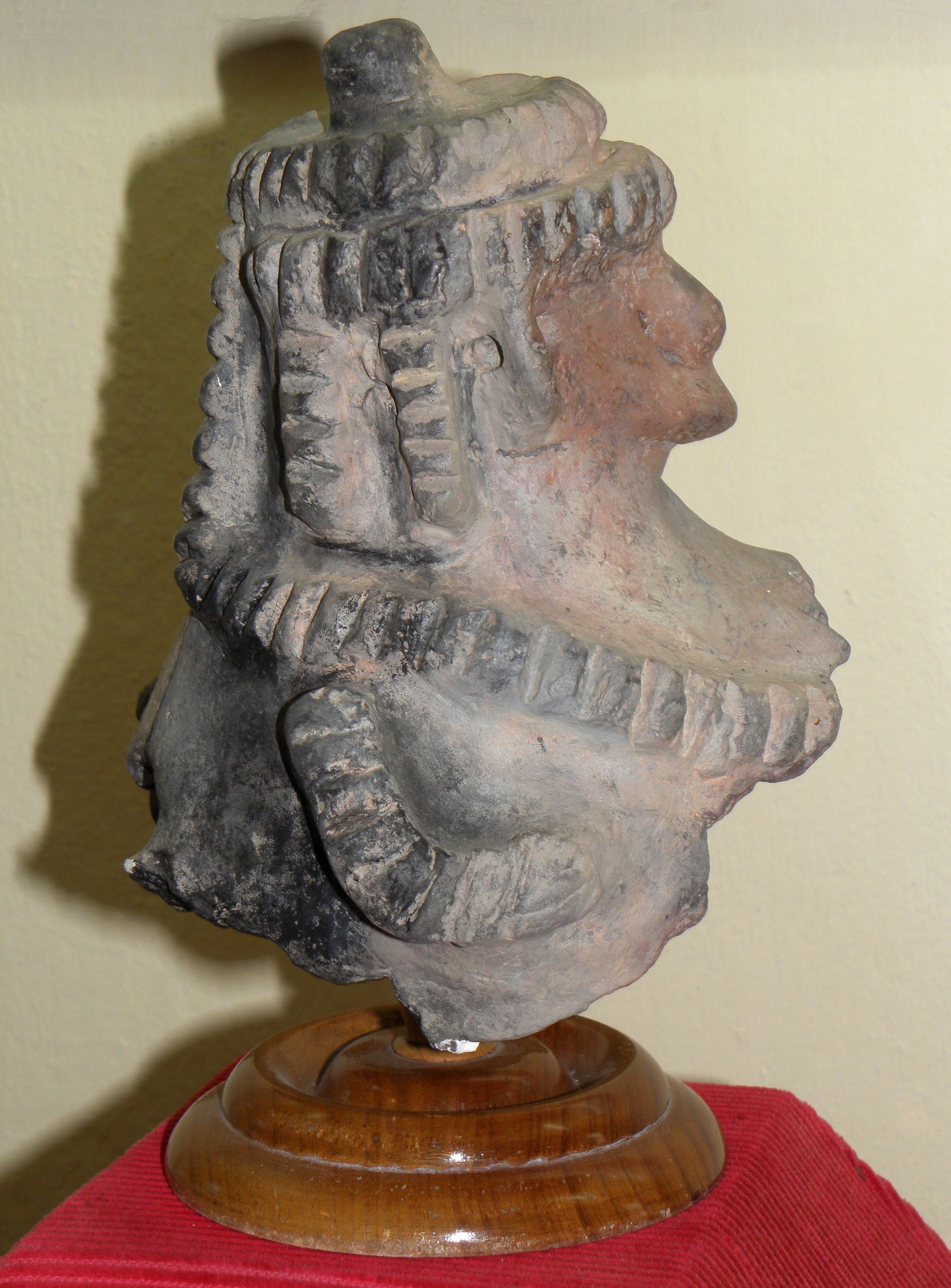
Pieza arqueológica antropomorfa, hecha en cerámica, denominada "La dama de Nueva Palmira", de la etnia timbú, expuesta en el museo municipal profesor Lucas Roselli, de la ciudad de Nueva Palmira, departamento de Colonia, Uruguay.

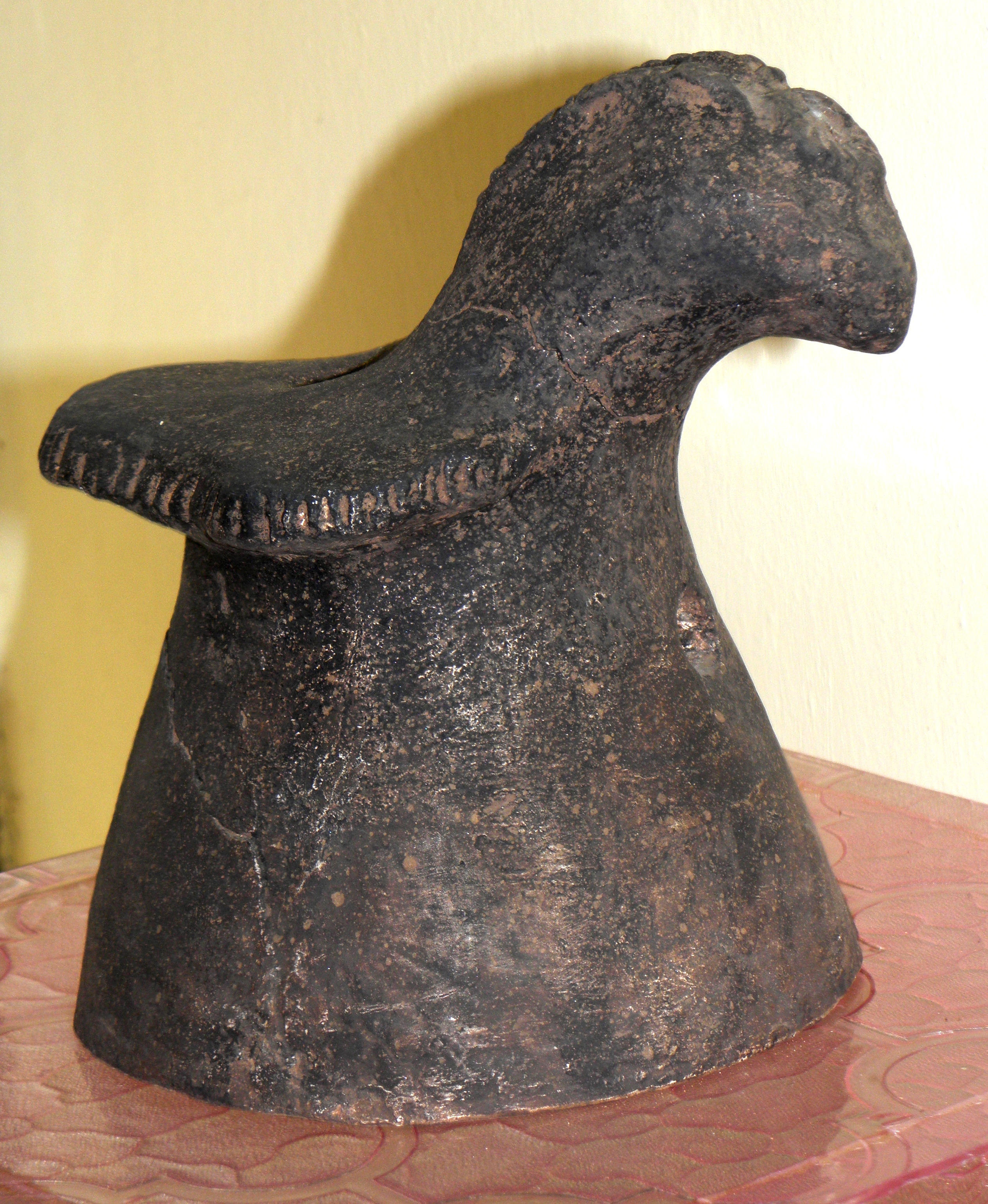
Pieza arqueológica campanuliforme hecha en cerámica de la etnia timbú, expuesta en el museo municipal profesor Lucas Roselli, de la ciudad de Nueva Palmira, departamento de Colonia, Uruguay.

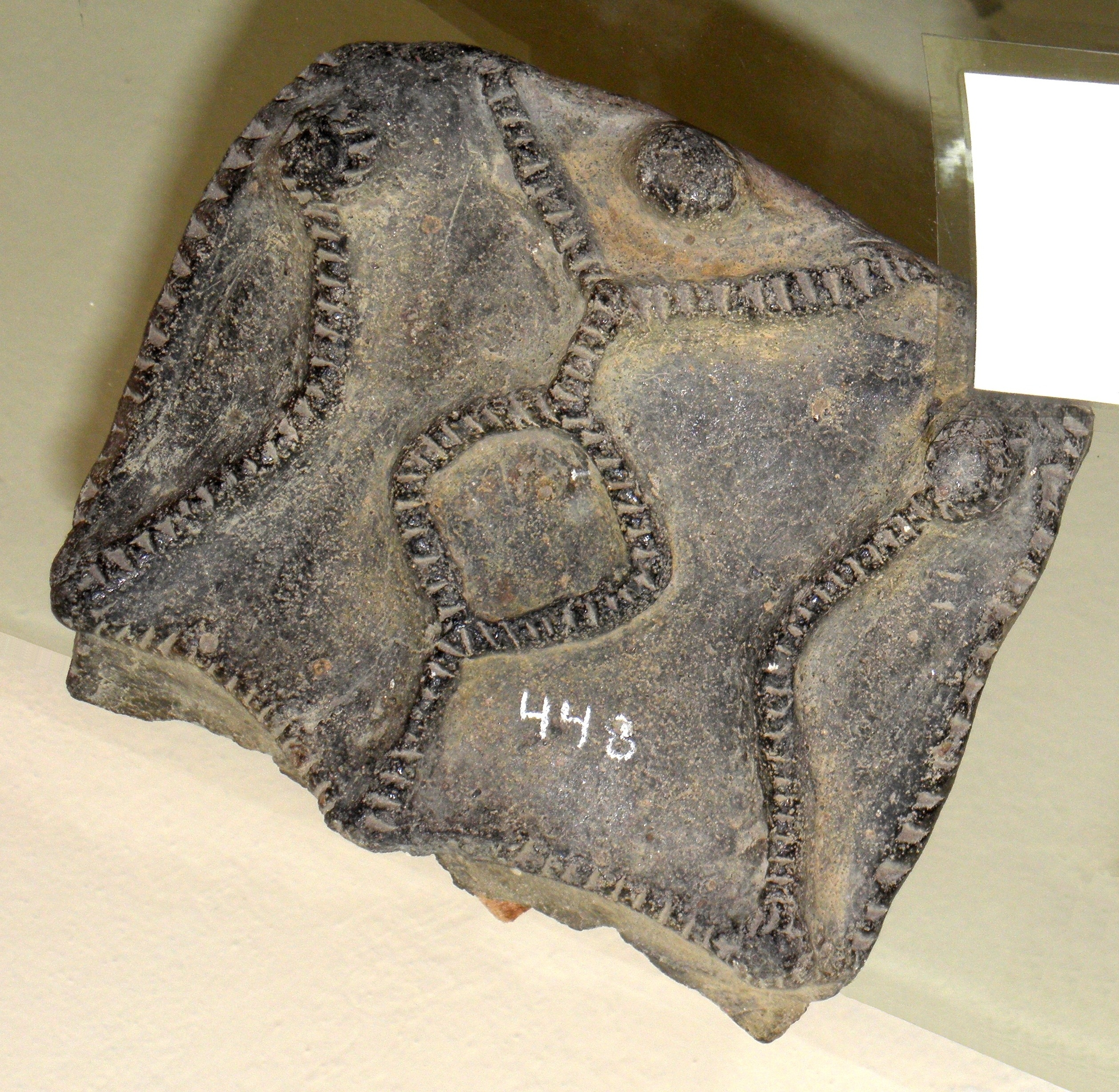
Pieza arqueológica correspondiente a un gran apéndice caudal de una campana, hecha en cerámica, de la etnia timbú, expuesta en el museo municipal profesor Lucas Roselli, de la ciudad de Nueva Palmira, departamento de Colonia, Uruguay.

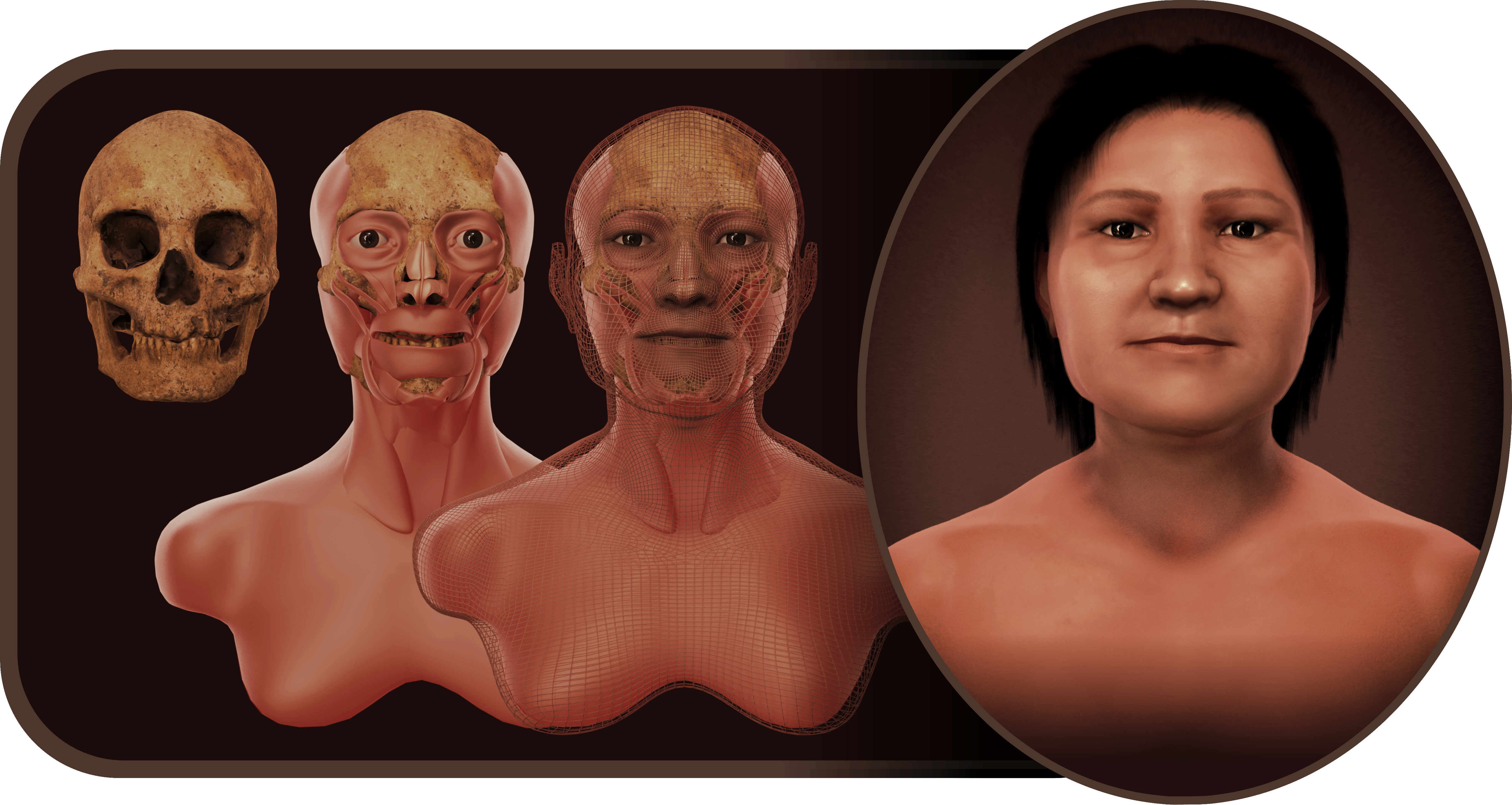
Reconstrucción facial del cráneo de una indígena que vivió en el territorio que hoy es Uruguay.

Los pueblos indígenas del Uruguay son las etnias amerindias que poblaban o frecuentaban el actual territorio de Uruguay desde antes de la llegada de los conquistadores Españoles  en el año 1516. Se estima que los primeros humanos llegaron a la zona hace 13 000 años AP. De una manera más amplia, la población originaria también engloba a los descendientes de estos nativos hasta la actualidad, incluso a los mestizos, así como a miembros de otras etnias amerindias que migraron hacia dicho territorio en los últimos siglos.
Como resultado de la conquista del territorio y de siglos de mestizaje, se suponía que para el siglo XX ya no había miembros no mestizados de las etnias uruguayas en el país e incluso se consideraba inexistente la población indígena. No obstante, desde fines del siglo XX a inicios del siglo XXI esta percepción empieza a cambiar, puesto que en la Encuesta de Hogares de 1996 el 0,4 % de la población se autoidentificó como indígena, porcentaje que aumentó al 2,9 % en 2006 y subió hasta el 5 % en el censo nacional del 2011. Además, en términos de ascendencia, en el año 2023 fueron 223 964 las personas que en Uruguay declararon tener alguna ascendencia indígena, es decir, el porcentaje representaba el 6,4 % de la población total de la república.
En materia de reconocimiento y protección de los derechos indígenas, resalta que tanto Uruguay como las Guyanas son los únicos países de Sudamérica que no han firmado ni ratificado el Convenio 169 de la Organización Internacional del Trabajo sobre pueblos indígenas y tribales. Asimismo, es uno de los 4 países de Sudamérica, junto con Chile y también las Guyanas, en no tener mención alguna a la población indígena en su Constitución.

## Disolución del componente indígena

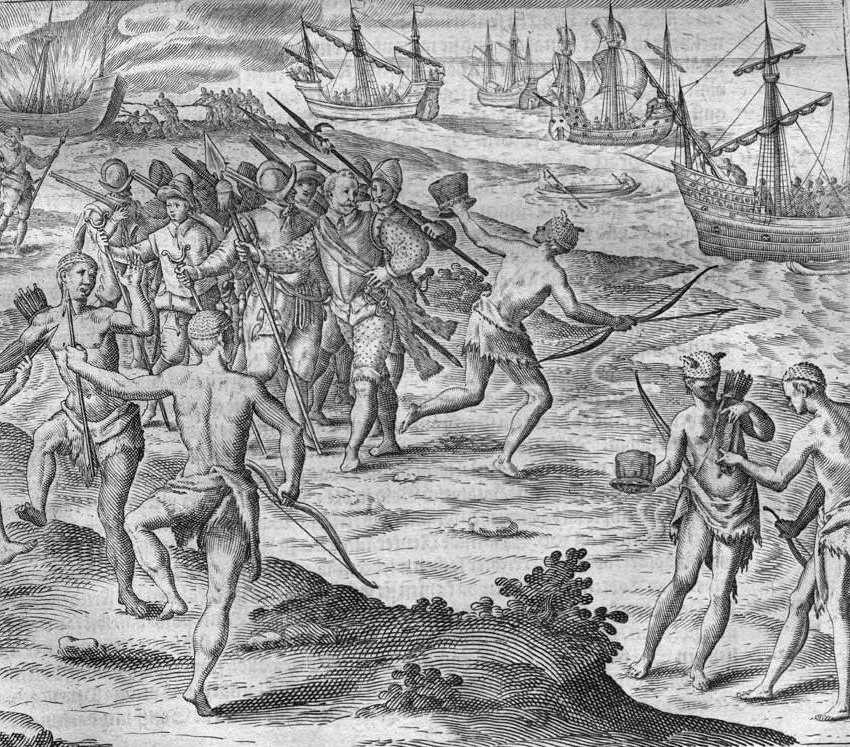
Río de la Plata.

Varios hechos resultaron claves para la disolución del componente indígena de la población uruguaya. El primero de ellos fue que, en la mayoría de los casos, las empresas de exploración y conquista fueron exclusivamente masculinas, siendo muy escasa la presencia de mujeres «blancas» en los primeros años de la conquista. Esto causó la rápida aparición de un población mestiza, fruto de la unión de la mujer india con el español. Estos mestizos se incorporaron al desarrollo colonial, y posteriormente al de los primeros años de la nueva república.
Otro factor clave para la veloz desaparición de las etnias originarias del país fue la férrea persecución a las tribus rebeldes efectuada por los conquistadores españoles, y continuada luego por la misma república independiente, las cuales terminaron en generalizadas matanzas.
Los cada vez menores territorios de caza, unidos a las frecuentes epidemias de enfermedades infecciosas como el sarampión y la viruela, terminaron hasta con los últimos grupos sobrevivientes.
Finalmente, en el tramo final del siglo XIX y principios del siglo XX, una importante incentivación para que inmigrantes europeos se asienten en la joven nación, trajo como resultado oleadas de cientos de miles de inmigrantes al Uruguay, lo que redundó en una devaluación del porcentaje indígena remanente con respecto al total poblacional del país.

## Antigüedad en el Uruguay
El poblamiento humano del actual territorio del Uruguay se inicia con los vestigios comprobados más antiguos de seres humanos, los que poseen una antigüedad de 13 000 años AP. El tramo comprendido entre 13 000 – 9500 años AP es denominado: «periodo Paleoindio»; el comprendido entre 8500 – 4000 años AP es denominado: «periodo Arcaico».

### Industria Catalanense

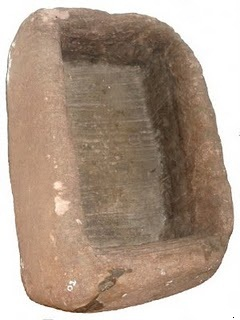
Herramienta de piedra perteneciente al Hombre del Catalanense.

El Hombre del Catalanense, o Industria Catalanense, es la denominación de una cultura que existió en el territorio uruguayo hace 13 000 años AP, varios milenios antes que los charrúas, siendo la ocupación humana más antigua del Uruguay. Es obra de un primitivo grupo de cazadores-recolectores descubierto por el arqueólogo Antonio Taddei y el profesor Jorge Chebataroff en 1955 en las márgenes del arroyo Catalán Chico, en su curso alto próximo a sus nacientes en la Cuchilla de Belén, y en las laderas de los cerros circundantes, en el departamento de Artigas. Se colectaron 20 000 piezas líticas en 18 yacimientos principales. Se trata de los primeros grupos de cazadores-recolectores que arribaron a lo que hoy es Uruguay durante el final del Pleistoceno y comienzos del Holoceno, una época que se corresponde con el final del último periodo glacial.
El sitio arqueológico Pay Paso 1 es el cual reporta las mayores antigüedades. Sus pobladores creaban puntas de proyectil y puntas de lanza, las que han logrado llegar hasta nuestros días, y cazaban gliptodontes y caballos primitivos. Mediante el estudio del polen acompañante se pudo reconstruir el primitivo ecosistema. Hace más de 13 000 años el clima era riguroso, muy seco, y frío, y presentaba un biotopo dominado por gramíneas. Hace 12 300-12 500 comienza a producirse un cambio climático, identificado por la aparición de una herbácea, Amarathus, la cual iniciará el reemplazo de las gramíneas. Hace 11 000 años, a favor del cambio climático que aumentaba las lluvias y la temperatura, arriban desde el norte especies arbóreas de linaje subtropical semihúmedo (hoy extintas en el Uruguay) como el yacaratiá, el urunday, y especies del género Jacaranda. Hace 10 900 – 10 100 años, aparecen nuevas especies de helechos, totoras, enredaderas, y plantas acuáticas, acompañando al aumento de las precipitaciones. Frente a los cambios del clima, de la flora y de la fauna, los primitivos grupos culturales lograron adaptarse y sobrevivir, siendo luego sucedidos por otras culturas.
A partir de estos trabajos, otros especialistas identificaron yacimientos similares, en zonas bien distantes como el Valle Edén en Tacuarembó, la sierra de la Aurora en Rivera, la sierra de Aceguá en Cerro Largo, y la sierra de la Ballena en Maldonado.
Una industria posterior y más evolucionada que la Catalanense es la denominada Cuareimense, identificada por Bormida en 1964, en cuatro sitios de la cuenca del río Cuareim: Carape, Guaviyú, Artigas y Perao, con fechados de 7000 años AP. Sus responsables son grupos que basaban su economía en una paleo-agricultura, es decir, una proto-agricultores.

## Etnias que habitaban en el Uruguay al momento de la conquista
Al llegar los conquistadores europeos al Río de la Plata, los grupos étnicos que habitaban en el territorio que actualmente comprende el Uruguay eran principalmente de la macro-etnia charrúa.

### Charrúas
Los Charrúas eran una etnia que vivía en la ribera norte del Río de la Plata. Eran los aborígenes que encontraron los primeros exploradores europeos en la región. La presión de la colonización europea los hizo ir migrando hacia el norte, alejándose de las costas. Durante el periodo colonial fueron fusionándose con otros pueblos aborígenes que componían la macro-etnia charrúa, con los cuales mantenía un parentesco directo, generando así una sola unidad cultural.
Eran del grupo pámpido. Estructuralmente altos, de cabeza grande, mentón y pómulos gruesos y sobresalientes, y nariz estrecha y larga. A diferencia de los guaraníes, no mantenían costumbres antropófagas. Hablaban mayormente las extintas lenguas charrúas o charruanas, las que eran utilizadas por varias etnias de la cuenca del Plata.

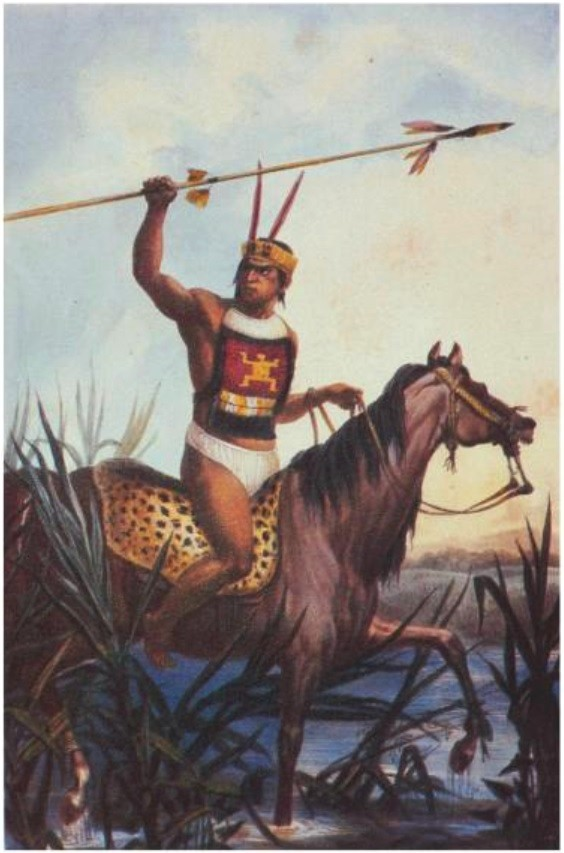
El guerrero charrúa.

### Guenoa-Minuanes
Los Guenoa-Minuanes eran un pueblo aborigen con un parentesco directo con otros que componían la macro-etnia charrúa. Este pueblo se distribuía al noroeste de Uruguay, extendiéndose también por el estado brasileño de Río Grande del Sur y la provincia argentina de Entre Ríos. Uno de sus lugares sagrados se hallaba en el cerro Ibití, sobre el río Arapey, y uno de sus cementerios se sitúa en el cerro Yauguá, sobre el río Negro. Como otros pueblos de su macro-etnia, en las últimas etapas de la colonización se fusionaron con los charrúas, combatiendo junto a ellos a los colonizadores europeos y criollos, y sufriendo el mismo destino de extinción por aniquilación.
Guenoas y minuanes fueron en un principio considerados por los europeos como dos pueblos diferentes debido a su separación geográfica, a causa de ello recibieron denominaciones distintas. Sin embargo en la actualidad existe un consenso en que se trataba del mismo grupo étnico, recibiendo el nombre globalizador de guenoa-minuanes o guinuanes.

### Bohanes
Los bohanes eran un pueblo aborigen del Uruguay. Para algunos estudiosos mantenían un parentesco directo con otros que componían la macro-etnia charrúa, y para otros serían una parcialidad perteneciente al núcleo racial de los yaros. Los bohanes se extendían por la ribera oriental del río Uruguay, desde el río Negro hasta el río Cuareim, especialmente en la zona del Salto Grande. Empleaban como armas hondas, lanzas, dardos y rompecabezas. Después de su fusión con los charrúas utilizaron el arco, la flecha y las boleadoras. Como otros pueblos de la región, se fusionaron con los charrúas, combatiendo junto a ellos a los colonizadores europeos y criollos, y sufrieron el mismo destino de extinción por aniquilación.

### Yaros
Los yaros, yaróes, yaroses o jaros eran un pueblo aborigen con un parentesco directo con otros que componían la macro-etnia charrúa. Se supone pertenecía al grupo racial láguido de los cáingaing o káingang. Serían los cainaroes mencionados por la expedición de Sebastián Caboto, el que sería el nombre con el que se autodenominaban y que en su idioma significaría cabelludos. También se los conoció como chaná-salvajes.
En tiempos de la llegada de los conquistadores europeos vivían, en lo que hoy es Uruguay, en la costa oriental del río Uruguay entre los ríos Negro y San Salvador (actuales departamentos de Río Negro y Durazno). Ya avanzando el periodo hispánico, fueron mestizados, aculturados, y absorbidos por los charrúas, a quienes acompañaron en sus combates contra los españoles.

### Chaná
Los chanáes, o chaná-timbúes, eran un pueblo aborigen relacionado con otros que componían la macro-etnia charrúa, y mantenían poblaciones en las riberas del río Paraná, así como también en las costas del Río de la Plata. Construían canoas con las que navegaban y pescaban. eran bastante sedentarios, y culturalmente algo más avanzados que los charrúas.
En 1938, Lucas Roselli exhumó un esqueleto completo, postulado como de un posible Timbú, en la parte culminante de la barranca de Punta Chaparro (33°49′S 58°25′O), departamento de Soriano. Su ajuar funerario estaba compuesto por huesos de un mamífero extinto, material lítico (entre los que se encontró un raspador de cueros), láminas de cobre perforadas y un collar hecho de valvas de moluscos. Sus restos son conservados en el museo municipal profesor Lucas Roselli, de la ciudad de Nueva Palmira. También en esta institución se conserva "La dama de Nueva Palmira" una pieza arqueológica colectada aislada en la ribera del río Uruguay, en proximidades del puerto de dicha ciudad y del arroyo Higueritas («paradero Higueritas»). Es de material de arcilla, de forma campaniforme y rasgos antropomorfos. Fue presentada por Roselli en el 35º Congreso Americanista de México, en donde, sobre la base de la composición de la arcilla, se comprobó que fue manufacturada en la región, y se definió su pertenencia a la etnia Timbú («ribereños plásticos»).

### Guaraníes

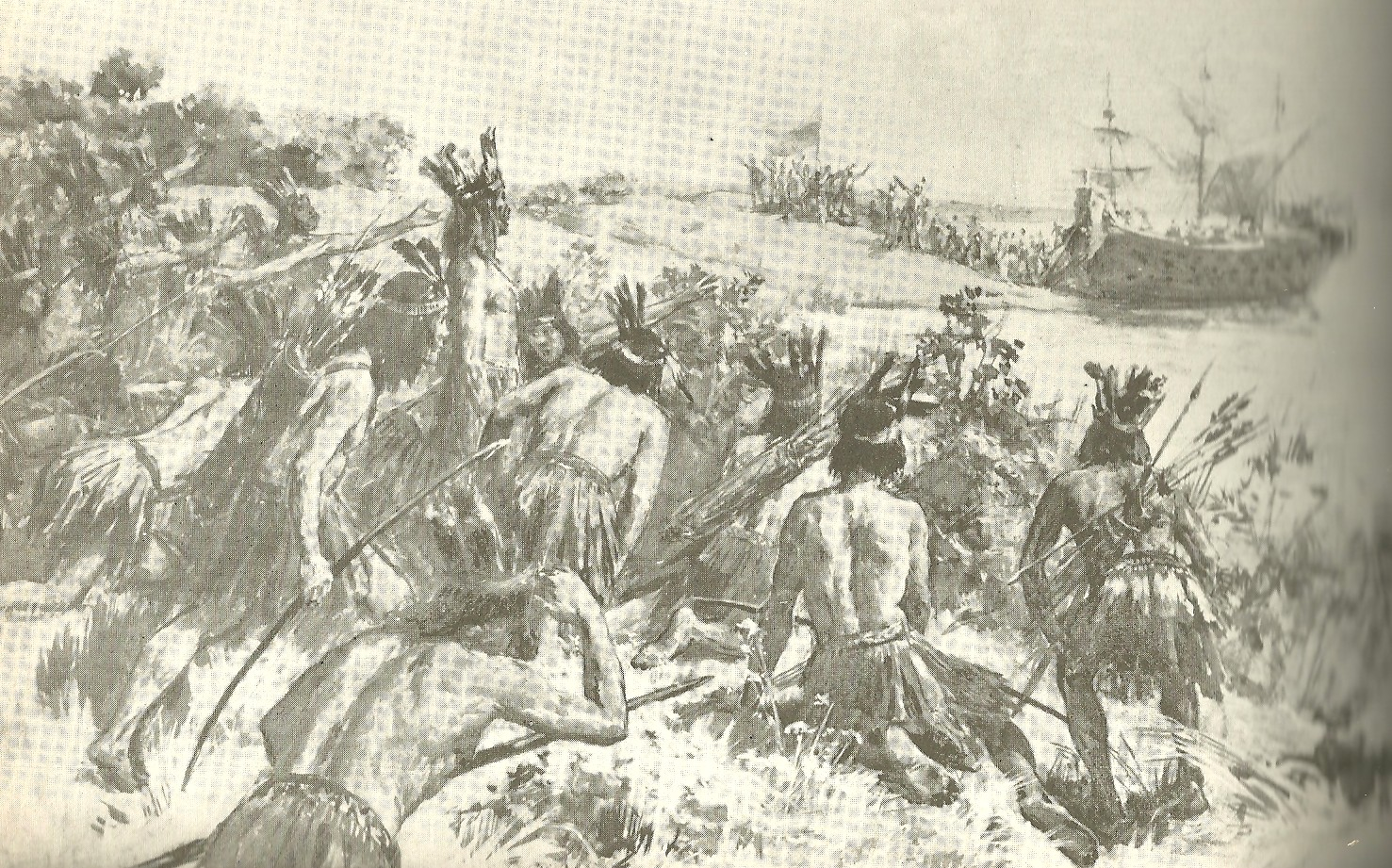
Juan Díaz de Solís al momento de desembarcar en las costas uruguayas. Minutos después sería ultimado y consumido, posiblemente por aborígenes guaraníes.

Los guaraníes, desde las zonas selváticas subtropicales de lo que hoy es el Paraguay, gracias a sus hábitos canoeros fueron aumentando su proyección hacia el sur, logrando crear poblaciones por el río Paraná hasta en el nordeste de la provincia de Buenos Aires, Argentina, y por el río Uruguay, por lo menos hasta el norte del Uruguay. Habían alcanzado un cierto desarrollo, acondicionaban cueros, hilaban, tejían, cultivaban algunas plantas, y eran diestros navegantes en canoas. Físicamente eran de menor porte que los charrúas y, a diferencia de estos, mantenían costumbres antropófagas.
Se cree que fueron el grupo más numeroso en la Banda Oriental, sobre todo luego de la llegada de los europeos gracias a su incorporación a las Misiones Jesuíticas.
Gran parte de la toponimia del Uruguay es de origen guaraní (incluido el nombre Uruguay), ya que éstos servían de intérpretes a los europeos que cartografiaron la región durante la conquista.

### Arachanes
Los arachanes fueron un pueblo indígena de existencia controvertida cuya única mención histórica proviene de la obra Historia Argentina del descubrimiento, población y conquista de las provincias del Río de la Plata (La Argentina manuscrita) terminada en 1612 por el paraguayo Ruy Díaz de Guzmán.

## Relaciones entre las etnias originarias y los europeos y criollos
El primer asentamiento europeo en la entonces llamada Banda Oriental fue el español San Lázaro, fundado por Sebastián Caboto en la margen oriental del Río de la Plata a inicios de 1527. Pocas semanas después, los españoles al mando de Caboto fundaron un segundo fuerte en la desembocadura del río San Salvador, que recibe su nombre europeo a partir del nombre del Fuerte de San Salvador. Tales establecimientos fueron efímeros.
En enero de 1680, los portugueses fundan la Colonia do Santíssimo Sacramento, frente a la ciudad de Buenos Aires. El 22 de noviembre de 1723 el Maestre de Campo Manuel de Freytas Fonseca fundó el fuerte de Montevieu.
La visión que los conquistadores tenían de los distintos grupos humanos que vivían en el territorio era mala. Se los relacionaba con la violencia, el robo, la vagancia, la escasa inteligencia, etc. De allí que pasasen a ser un problema para el desarrollo de la colonia había un paso. Se operó mediante dos métodos: a las tribus más irreductibles se las combatió de forma directa hasta su extinción. A las tribus que podían llegar a aceptar ser sometidas —y explotadas— se buscó su evangelización mediante las misiones religiosas. No todos se afanaron por eliminarlos.
El primer enfrentamiento entre los charrúas y los españoles ocurrió en el combate de San Gabriel, el 29 de diciembre de 1573. A partir de entonces se hicieron más frecuentes las partidas que dejaban como saldo verdaderas matanzas que buscaban el exterminio total de los pueblos que pretendían resistir. Los pedidos de aniquilamiento eran generados frecuentemente por los estancieros, los que reclamaban represalias ante los robos de su ganado por los indígenas.
En 1702 se produce la batalla del Yí, en la cual los españoles, unidos con 2000 tapés guaraníes, apresaron a 500 charrúas, incluso a mujeres y niños, a los que se dio luego orden de degollarlos.
En marzo de 1751 se produce la llamada limpieza de los campos, dándose la orden de que los charrúas mayores de 12 años que no aceptaban ser bautizados se los degollaba, trasladándose las mujeres y niños a las ciudades para servir de empleados domésticos.
En 1797 se crea en Maldonado el cuerpo de Blandengues, con el objetivo de llevar una guerra sin cuartel contra los indios infieles. Paradójicamente, de este cuerpo militar saldría un militar que haría todo lo posible para defender a los indígenas: José Artigas, quienes combatieron junto a él, primero contra los españoles, y luego contra el imperio de Portugal. El vínculo había sido establecido por el abuelo del prócer. Con el alejamiento de Artigas del suelo uruguayo, sus ideas respetuosas para con los indígenas también desaparecen, y 10 años después se define su aniquilación total.

### Salsipuedes
El programa de aniquilación del indígena tuvo su inicio en la matanza del Salsipuedes, el 2 de abril de 1831, buscando resolver el "problema indio", definido como la barbarie que impedía el progreso de la nueva república. Hasta ese día la etnia charrúa contaba con menos de 500 sobrevivientes. A orillas del arroyo Salsipuedes Grande, el general Fructuoso Rivera, prócer nacional y primer presidente del Uruguay, tendió una planificada trampa a los principales líderes charrúas. Rivera señala que lograron ultimar allí mismo a 40 charrúas y capturar a 300; se mandaron partidas para perseguir y aniquilar al resto de los charrúas, tarea que finalizó Bernabé Rivera en poco más de un año. Los capturados (mayormente niños, mujeres y hombres ancianos) fueron llevados a pie, casi 300 km hasta Montevideo, donde fueron vendidos como esclavos o encarcelados.

#### París ylos últimos charrúas

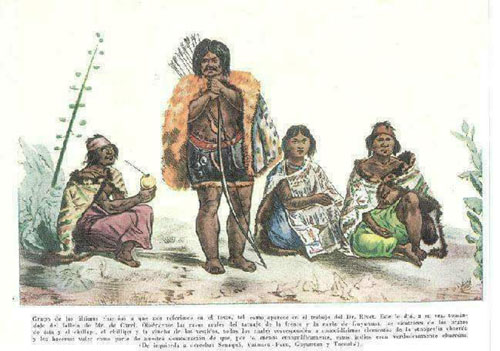
”Los últimos charrúas” exhibidos en París en 1833.

Gracias a una idea del director del colegio Oriental de Montevideo, Francisco De Curel, cuatro de los charrúas capturados en Salsipuedes y trasladados a Montevideo, fueron enviado a París para ser estudiados y exhibidos como una raza rara, a punto de extinguirse. El grupo estaba conformado por Vaimaca Pirú, cacique charrúa que había acompañado a Artigas en las luchas independentistas; el chamán Senaqué; Tacuabé, un joven guerrero y Guyunusa que viajó embarazada y tuvo a su hija en Francia.
Al llegar a París De Curel editó un folleto para anunciar su llegada y presentación al público que decía:

“Estos indígenas formaban parte de una quincena de prisioneros conducidos a Montevideo en junio de 1832. El Presidente de la República Oriental del Uruguay me permitió traer cuatro de ellos a Europa, elegidos por ser los que presentaban mayor interés según los informes fisiológicos.”

Fueron examinados por los miembros de la Academia de Ciencias Naturales París y exhibidos al público como espectáculo. El primero en morir fue Senaqué. Poco después falleció Vaimaca Pirú. Los médicos franceses diagnosticaron “muerte por melancolía”. Los cuerpos de ambos fueron estudiados y luego conservados en el Museo del Hombre de París. 
El 20 de septiembre de 1833 Guyunusa dio a luz a una niña, siendo asistida en el parto por Tacuabé. La sociedad francesa se apiadó de ellos y se logró que la Justicia determinara que fueran retornados a su país natal. Ante esta decisión De Curel los pasó a la clandestinidad, vendió a la pareja y a la niña al dueño de un circo y huyó de París.
El 22 de julio de 1834 Guyunusa falleció de tisis pulmonar en Hôtel-Dieu de Lyon y la niña logró escapar en brazos de Tacuabé, perdiéndose el rastro de ambos. En la ciudad de Lyon existe una calle a la que llaman “Camino del indio”. La leyenda dice que por allí pasó un indio huyendo con un bebé en brazos.
Este grupo es denominado en Uruguay: «los últimos charrúas».
Los restos de Senaqué desaparecieron, los de Guyunusa fueron depositados en un osario común y no han sido encontrados. En 2002 los restos de Vaimaca Pirú fueron repatriados al Uruguay.

## Percepción cultural de lo indígena en el Uruguay
Parte de la pérdida del bagaje cultural de las etnias originarias, y de sus propios integrantes, se debe al desprecio que se le tuvo al indígena desde el comienzo de la colonización europea, y que, con matices, aún perdura en alguna parte de la sociedad.
Ya desde el comienzo, la visión de los indios que transmitían los cronistas de la época no era buena. Se los relacionaba con la violencia, el robo, la vagancia, la escasa inteligencia, etc. El resultado fue que como grupo cultural todos se perdieron en los primeros siglos de conquista.
A fines del siglo XIX y comienzos del XX, el indio que ya había desaparecido del horizonte de la república, tuvo un retorno alegórico, sobre la base de una construcción mítica romántica, centrado fundamentalmente en las letras y la cultura; los que antes eran asociados con la barbarie y la incivilización pasaron a ser vistos como encarnaciones del coraje y la valentía. A modos de ejemplo destacan las composiciones de Alejandro Magariños Cervantes, el cuento El combate de la tapera que Eduardo Acevedo Díaz publicó en 1892, y en especial Tabaré, un poema épico, escrito por Juan Zorrilla de San Martín y publicado en 1888, y considerado como la epopeya nacional del Uruguay. En él se describe el idilio amoroso del indio «Tabaré» y la española «Blanca» teniendo como fondo la guerra entre los españoles y los charrúas en el territorio del actual Uruguay a finales del siglo XVI. Esta idealización tardía del aborigen uruguayo ha calado tan profundo en la población que el mismo pueblo uruguayo emplea como sinónimo el mote de charrúas.
A pesar de la fragmentación y pérdida de patrimonio lingüístico indígena en Uruguay, el español hablado en Uruguay conserva algunas decenas de palabras en idioma guaraní. Esta se considera la lengua autóctona más difundida en la región durante la época de la conquista.

## Estimaciones de la población indígena del Uruguay
Los reales porcentajes de la población indígena remanente en el Uruguay son discutidos, y los distintos autores aún no concuerdan en una cifra aproximada. Incluso durante buena parte del siglo XX se proyectó la idea de que el Uruguay no contaba con población autóctona sobreviviente. El mismo Estado, con el objetivo de conformar una sociedad integrada y homogénea, puso énfasis en consolidar una imagen colectiva uniforme y europeizada.
Si bien hubo un proceso deliberado de exterminio de las sociedades charrúas y minuanes en 1833, y un proceso de exclusión de los guaraníes durante el siglo XIX, esto no significa que hubo una "extinción indígena". Recién hacia el final del siglo XX arqueólogos, historiadores, etnohistoriadores, y antropobiólogos, pusieron sobre el tapete el verdadero peso que el mestizaje tuvo en la conformación demográfica del Uruguay. Por todo ello, son pocas las estimaciones que se han publicado.
Según la estimación de Roque Roldán para una ponencia para el Banco Interamericano del Desarrollo, expuesta en Fortaleza en marzo de 2002 las cuales provienen sobre todo de los porcentajes de la Organización Internacional del Trabajo (OIT), estimó un total de sólo 524 (0,02 % de la población uruguaya).
Sin embargo, desde 1996, cuando desde el Instituto Nacional de Estadística se preguntó por primera vez a la población uruguaya a que raza o grupo étnico pertenecía, se ha registrado un aumento progresivo de personas que se autoidentifican como indígenas, lo cual ha quedado registrado en los diversos censos organizados por esta institución de Uruguay. En 1996, en la Encuesta Nacional de Hogares, apenas el 0,4 % de personas se identificó como indígena. Sin embargo, el porcentaje aumentó a 2,9 % en 2006; y en el censo nacional de 2011 el porcentaje aumentó a 5 %. Esto podría deberse principalmente a procesos de redescubrimiento de la identidad cultural y análisis genético de la ascendencia.